# Pterynotus elaticus
Pterynotus elaticus is een slakkensoort uit de familie van de Muricidae. De wetenschappelijke naam van de soort is voor het eerst geldig gepubliceerd in 2000 door Houart.